# فيل خيمينيز
فيل خيمينيز (بالإنجليزية: Phil Jimenez)‏ (12 يوليو 1970، لوس أنخليس في تشيلي)؛ روائي أمريكي.